# Mugurube
Mugurube är ett periodiskt vattendrag i Burundi.   Det ligger i provinsen Bururi, i den sydvästra delen av landet, 90 km söder om huvudstaden Bujumbura.
I omgivningarna runt Mugurube växer huvudsakligen savannskog. Runt Mugurube är det tätbefolkat, med 257 invånare per kvadratkilometer.